# Ádzsívika

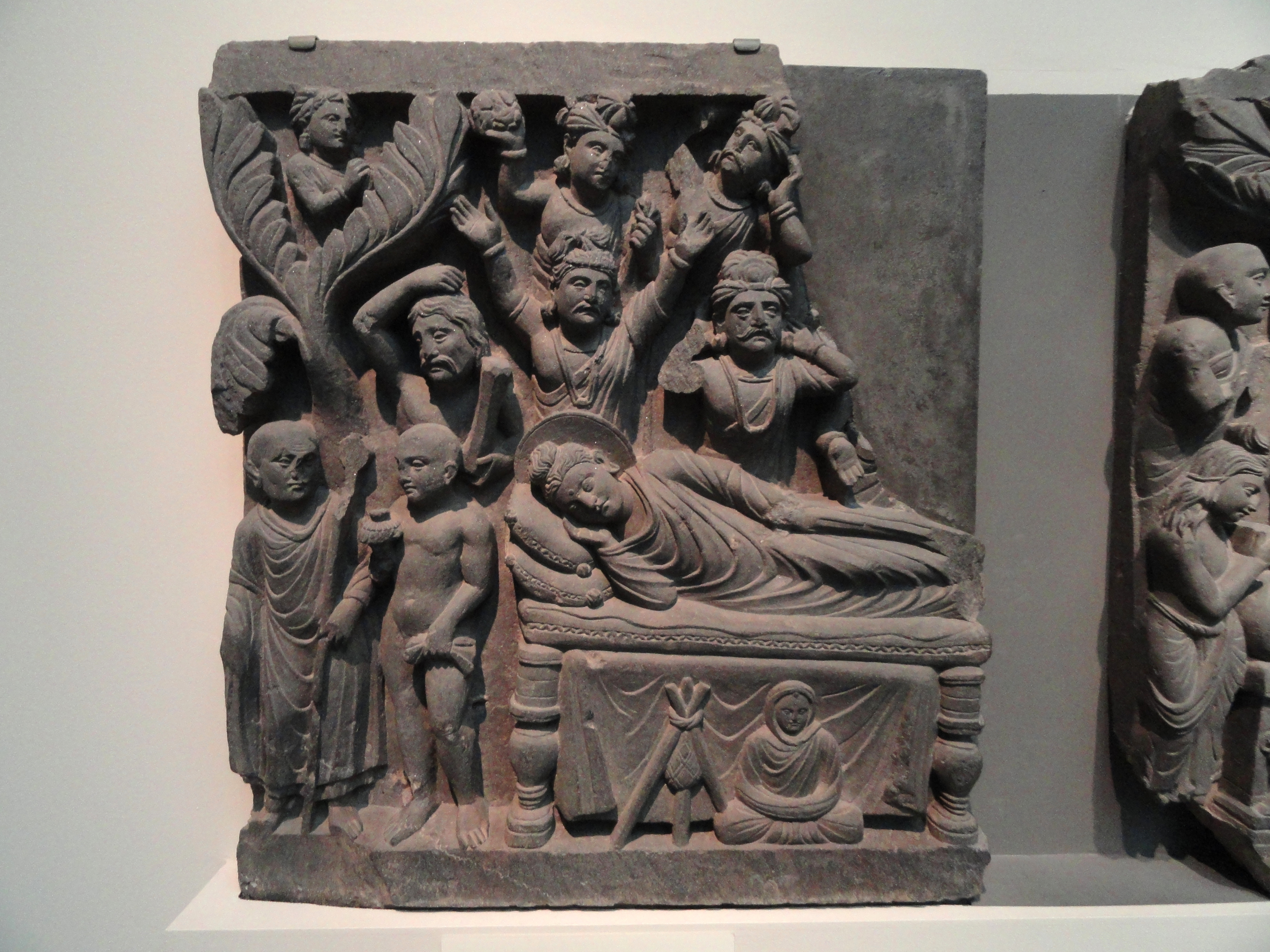
Balra: Mahákásjapa találkozása Ádzsívikával, amikor megtudja, hogy Buddha eltávozott (lásd: parinirvána

Az ádzsívika (ājīvika) az ind filozófia egyik násztika, azaz „heterodox” iskolája. Az i. e. 5. században alapította Makkhali Goszála, amely először sramana mozgalomként indult és a korai buddhizmus és a dzsainizmus egyik riválisa volt. A világi életet hátrahagyva az ádzsívikák közösségeket alkottak.
Egykor léteztek az ádzsívika filozófiai iskolának eredeti szövegei, ezek azonban nem maradtak fent. Az elméleteikre csupán a buddhizmus, a hinduizmus és a dzsainizmus másodlagos irodalmaiból lehet következtetni. A tudósok viszont nincsenek meggyőzve arról, hogy ezek alapján a másodlagos források alapján összefoglalható teljesen és tisztességesen az ádzsívika filozófia. Ráadásul ezek a források a nagy riválisoktól származnak.
A ádzsívika iskola egyik legismertebb tana a nijati abszolút determinizmus, amely kimondja, hogy nincs szabad akarat, minden ami megtörtént, történik vagy történni fog eleve el volt rendelve kozmikus elvek alapján. Az ádzsívikák szerint a karma tana csupán tévedés. Az ádzsívikák metafizikájában létezett egy atomelmélet, amely hasonlít a hindu Vaisesika iskola elméletéhez, amely szerint minden atomokból épül fel, és a minőségek az atomok kapcsolódásaiból erednek, de az atomok kapcsolódása és természetét előre meghatározták a kozmikus erők. Az ádzsívikák ateisták voltak és elutasították a Védák autoritását, azonban úgy tartották, hogy minden élőlény egy átman – a hinduizmus és a dzsainizmus egyik alaptétele, amelynek hozzávetőleges jelentése „lélek”.
A mai észak-indiai Uttar Prades állam területén alapított ádzsívika a maurja uralkodó, Binduszara idején élte virágzását az i. e. 4. században. Ezután ez a filozófiai iskola hanyatlásnak indult, azonban még vagy kétezer évig életben maradt az indiai Karnátaka és Tamilnádu államok területén. Az ádzsívika filozófia - a csárváka filozófiával együtt - kedvezett az ősi indiai társadalomban a harcosnak, az iparosnak és a kereskedőnek egyaránt.

## Makkhali Goszála
Goszála életéről nagyon kevés a biztos információ, ezek többsége buddhista vagy dzsaina források. Mivel Goszála tanításai versengésben álltak a kor buddhista és dzsaina tanítókéval, ezért a tudósok úgy vélik, hogy azokat átszínezték és befolyásolták az ellenséges felekezetek. A Goszála életét és tanításait bemutató legfőbb két forrás: a dzsaina Bhagavati-szútra és Buddhagósza szövegmagyarázata a buddhista Sammannaphala-szuttával kapcsolatban. A Bhagavati-szútra leírja Makkhali Goszála szakmai életrajzát és a Vardhámával (Mahávíra) való kapcsolatát. A Sammannaphala-szútra szerint Makkhali Buddha hat filozófia tanítója közül volt az egyik. Buddhagósza szövege további részletekkel szolgál az életével és a tanításaival kapcsolatosan.
A Bhagavati-szútra szerint Goszála egy Gobahula nevű brahmin tehénistállójában született, aki egy kosalai determinista volt, egy Saravana nevű faluból. Az édesanyja neve 'Bhadda', amelyet a dzsaina forrásokban néhány mitológiai személy ismeretlen anyjára használtak. Az apát ezekben a forrásokban Mankhali-nak nevezik. Goszála apja vallási énekeket kántáló koldus, aszkéta volt, akit sokan istennek tekintettek.
A Goszála név szó szerint tehénistállót jelent és mind a dzsaina, mind a buddhista forrásban azért nevezik így, mert tehénistállóban született, ugyanis a szülei nem találtak ennél alkalmasabb helyet Saravana faluban. A Bhagavati-szútra szerint Goszála az apja életútját folytatta, míg Buddhagósza szerint rabszolga sorba került, majd meztelen aszkétává vált, miután sikerült elszöknie dühös tartójától, aki még meg tudta ragadnia Goszála ruháját, mintegy lecsupaszítva ezzel a menekülő embert.